# Toireasa Gallagher
Toireasa Gallagher nacida Ryan (24 de junio de 1980),  es una ciclista australiana. Nació en la ciudad de Bathurst situada en las Mesetas Centrales del estado australiano de Nueva Gales del Sur de Australia.

## Carrera deportiva
Antes de los Juegos Paralímpicos de Atenas 2004, pilotó a Lindy Hou en las carreras de persecución en tándem y en carretera; después de los Juegos, fue la única piloto de Hou. En los Juegos de Atenas, ganó dos medallas de plata en las pruebas de persecución en carretera y contrarreloj en tándem B1-3 y en las de persecución individual en tándem B1-3. En los Campeonatos Mundiales de Ciclismo del IPC de 2006, ganó dos medallas de oro. En los Juegos de Pekín de 2008, ganó una medalla de plata en la prueba de persecución individual femenina B VI 1-3 y una medalla de bronce en la prueba de contrarreloj femenina B VI 1-3.